# バーボン郡 (ケンタッキー州)

ケンタッキー州内の位置

バーボン郡（Bourbon County）は、アメリカ合衆国ケンタッキー州の郡である。人口は2万0252人（2020年）。郡庁所在地はパリスである。バーボン・ウイスキーの誕生地として有名。

## 地理
アメリカ合衆国統計局によると、この郡は総面積755 km2 (292 mi2) である。このうち755 km2 (291 mi2) が陸地で1 km2 (0 mi2) が水地域である。総面積の0.08%が水地域となっている。

### 隣接する郡
- ハリソン郡  (北西)
- ニコラス郡  (北東)
- バス郡  (東)
- モンゴメリー郡  (南東)
- クラーク郡  (南)
- ファイエット郡  (南西)
- スコット郡  (西)

## 人口動勢
2000年国勢調査で、この郡は人口19,360人、7,681世帯、及び5,445家族が暮らしている。人口密度は26/km2 (66/mi2) である。11/km2 (29/mi2) の平均的な密度に8,349軒の住宅が建っている。この都市の人種的な構成は白人90.38%、アフリカン・アメリカン6.94%、先住民0.15%、アジア0.14%、太平洋諸島系0.01%、その他の人種1.36%、及び混血1.02%である。ここの人口の2.60%はヒスパニックまたはラテン系である。
この郡内の住民は25.00%が18歳未満の未成年、18歳以上24歳以下が8.10%、25歳以上44歳以下が28.60%、45歳以上64歳以下が24.70%、及び65歳以上が13.60%にわたっている。中央値年齢は38歳である。女性100人ごとに対して男性は94.60人である。18歳以上の女性100人ごとに対して男性は91.00人である。
この郡内の世帯ごとの平均的な収入は35,038米ドルであり、家族ごとの平均的な収入は42,294米ドルである。男性は30,989米ドルに対して女性は23,467米ドルの平均的な収入がある。この郡の一人当たりの収入 (per capita income) は18,335米ドルである。人口の14.00%及び家族の12.30% は貧困線以下である。全人口のうち18歳未満の19.10%及び65歳以上の11.90%は貧困線以下の生活を送っている。